# بولا ميناتشيوني
بولا ميناتشيوني (بالإيطالية: Paola Minaccioni)‏ هي ممثلة إيطالية، ولدت في 25 سبتمبر 1971 بروما في إيطاليا.

## وصلات خارجية
- بولا ميناتشيوني على موقع IMDb (الإنجليزية)
- بولا ميناتشيوني على موقع ألو سيني (الفرنسية)
- بولا ميناتشيوني على موقع أول موفي (الإنجليزية)
- بولا ميناتشيوني على موقع قاعدة بيانات الفيلم (الإنجليزية)
- بولا ميناتشيوني على موقع كينوبويسك (الروسية)